# Pomnik prawosławnych mieszkańców Białostocczyzny zabitych i zaginionych w latach 1939–1956
Pomnik prawosławnych mieszkańców Białostocczyzny zabitych i zaginionych w latach 1939–1956 – pomnik-kapliczka położony na terenie należącym do prawosławnej parafii Świętego Ducha w Białymstoku przy ul. Antoniuk Fabryczny 13. Upamiętnia wszystkich wyznawców prawosławia, którzy w latach 1939–1956 stracili życie na Białostocczyźnie: walcząc w szeregach Wojska Polskiego oraz Armii Czerwonej, w czasie deportacji radzieckich, wskutek terroru niemieckiego, radzieckiego i działań polskiego podziemia niepodległościowego.
Monument wzbudzał jeszcze przed powstaniem kontrowersje. Dotyczyły one jego usytuowania (pierwotnie obiekt miał znajdować się poza terenem cerkiewnym, w przestrzeni publicznej), zawartych na nim inskrypcji, jak również samej koncepcji wzniesienia pomnika.

## Historia powstania

### Inicjatywa budowy pomnika i kontrowersje wokół niego

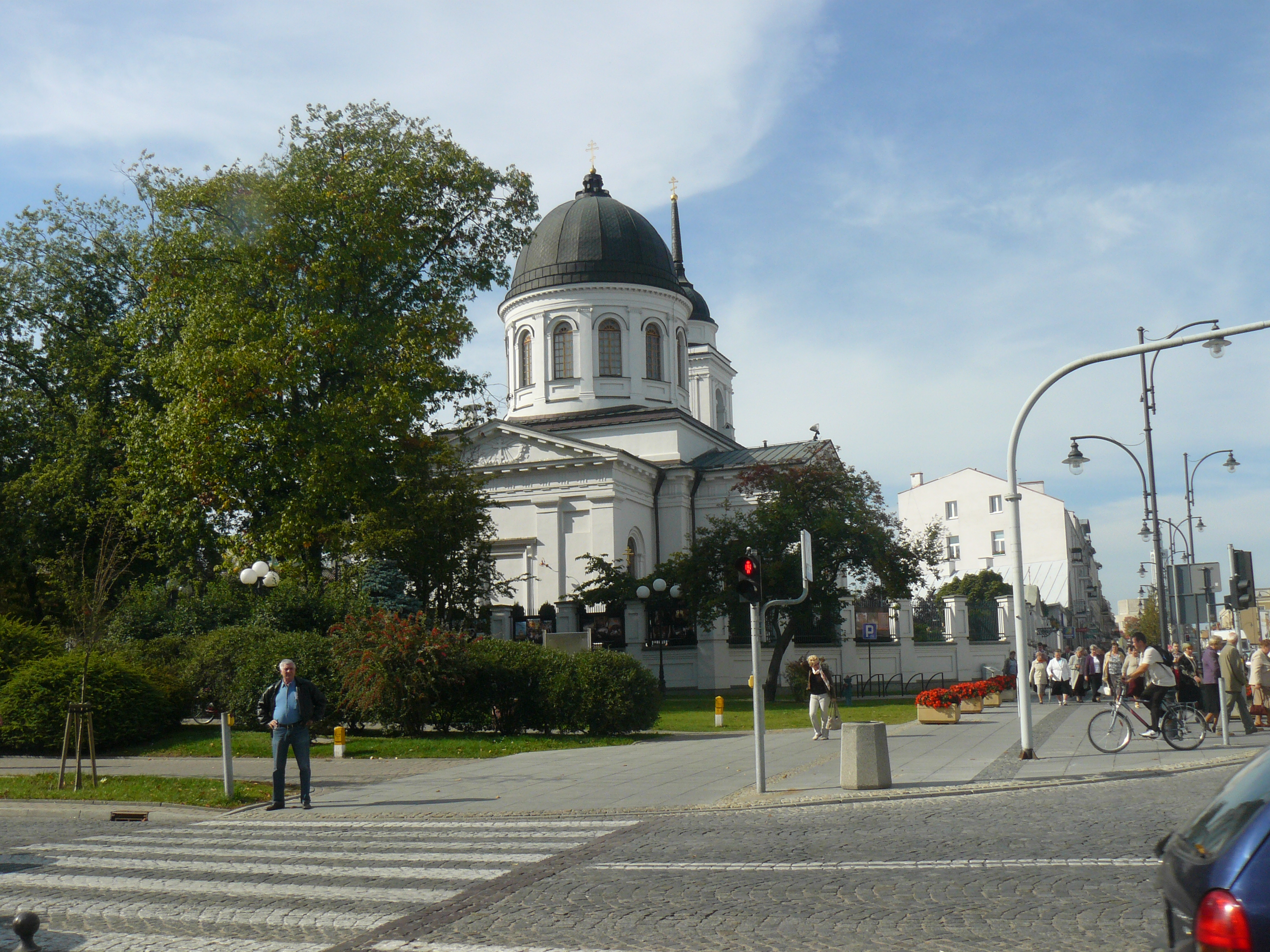
Widok soboru św. Mikołaja od wschodu – na widocznym na fot. skwerze miał, według pierwotnych planów inicjatorów budowy, znajdować się pomnik

Stowarzyszenie, którego celem było wzniesienie pomnika prawosławnych ofiar II wojny światowej oraz polskiego podziemia niepodległościowego oraz terroru okresu stalinizmu, zostało zarejestrowane w 1997. Przewodniczącym stowarzyszenia był Konstanty Masalski, zaś w komitecie odpowiedzialnym za budowę pomnika zasiadł m.in. Jan Syczewski, przewodniczący Białoruskiego Towarzystwa Społeczno-Kulturalnego.
Jako pierwszą propozycję lokalizacji pomnika wskazano skwer między hotelem Cristal a soborem św. Mikołaja w Białymstoku. Lokalizacja ta miała podkreślić, iż upamiętnienie prawosławnych ofiar ma wymiar uniwersalny, ważny nie tylko dla współwyznawców zabitych. Takie usytuowanie pomnika władze miasta odrzuciły po konsultacji z historykami. M.in. dr Józef Maroszek stwierdził w sporządzonej wówczas opinii, iż wzniesienie pomnika martyrologii prawosławnych w sąsiedztwie cerkwi wzniesionej w czasie zaboru rosyjskiego nawiązywałoby do polityki rusyfikacji prowadzonej niegdyś przez władze carskie. Wskazywał również, że w powszechnej świadomości prawosławnym przypisuje się sympatie i działalność proradziecką. Stwierdzał wreszcie, iż upamiętniając ofiary II wojny światowej i stalinizmu nigdy nie kierowano się kryterium wyznania.
Komitet zaczął wówczas ubiegać się o zgodę na budowę pomnika w sąsiedztwie cerkwi Świętego Ducha. Również i w tym wypadku historycy wydali negatywną opinię. Jan Jerzy Milewski z białostockiego oddziału IPN stwierdził, iż

idea budowy pomnika, utrwalona w jego nazwie oraz napisach na poszczególnych fragmentach pomnika nie ma uzasadnienia historycznego

Historyk zarzucił projektantom pomnika, iż zasugerowany przez nich napis na tablicy pamiątkowej, z datami 1939–1956, obejmuje zupełnie odmienne okresy (okupacji radzieckiej, okupacji niemieckiej, PRL), w których polityka władz wobec prawosławnych oraz stosunek społeczności prawosławnej do rządzących były różne. Argumentował również, że ofiary wśród ludności prawosławnej były wynikiem „dosyć powszechnych postaw” kolaboracji tejże z obydwoma okupantami, jak również działań wrogich suwerenności Polski. Podnosił, że po zakończeniu zaborów nie wznoszono pomników katolików represjonowanych przez carat. Sugerował zastąpienie zaproponowanego napisu tekstem „Prawosławnym poległym w walce o niepodległą i demokratyczną Polskę”, który nie został zaakceptowany przez budowniczych pomnika.
11 marca 2004 parafia Świętego Ducha w Białymstoku zgłosiła do Urzędu Miasta wniosek o zgodę na przebudowę ogrodzenia wokół cerkwi pod tym samym wezwaniem, by jego integralną częścią stał się pomnik-kapliczka. Został on odrzucony, a następnie, po odwołaniu wnioskodawców, skierowany do ponownego rozpatrzenia przez wojewodę podlaskiego Marka Strzalińskiego. Sytuacja taka powtarzała się kilkakrotnie. W kolejnym odwołaniu proboszcz parafii Świętego Ducha ks. Jerzy Boreczko zarzucił urzędnikom miejskim kierowanie się pobudkami politycznymi w swoich działaniach i dyskryminację religijną. Z kolei w styczniu 2006 wiceprezydent Białegostoku Krzysztof Sawicki oznajmił, że jest przeciwny budowie pomnika, a inicjatywę określił jako szkodliwą, dodając, że jeśli monument powstanie, w jego sąsiedztwie powinien znaleźć się pomnik Polaków zabitych przez wyznawców prawosławia. Po kolejnej odmowie przystąpienia do prac parafia ponownie odwołała się do wojewody, jednak nowy wojewoda Jan Dobrzyński utrzymał w mocy decyzję władz miejskich. Stowarzyszenie odwołało się od tej decyzji do Wojewódzkiego Sądu Administracyjnego, który w lipcu 2006 uznał decyzję wojewody za naruszającą przepisy.
Pomysłodawcy budowy pomnika ubiegali się o dofinansowanie inicjatywy przez Ministerstwo Kultury i Dziedzictwa Narodowego, a następnie przez Ministerstwo Spraw Wewnętrznych i Administracji, uzyskując w obydwu instytucjach odpowiedź odmowną.

### Budowa i poświęcenie
Ostatecznie pomnik został wzniesiony przede wszystkim ze składek zgromadzonych przez wiernych PAKP, za łączną sumę 70 tys. złotych. Inicjatywę popierało także białoruskie ministerstwo kultury i konsul generalny Białorusi w Białymstoku, niewielkie kwoty przekazały władze kilku gmin. Prace przy jego budowie i wykończeniu trwały od 2009 do 2012. Gotowy pomnik został poświęcony 4 czerwca 2012, w dniu święta patronalnego cerkwi Świętego Ducha, przez arcybiskupa białostocko-gdańskiego Jakuba oraz biskupa supraskiego Grzegorza.

## Wygląd
Autorami projektu pomnika są Jan Kabac (autor projektu cerkwi Świętego Ducha) oraz Stefan Wyszkowski. Monument wykonany został w konstrukcji żelbetowej i obłożony granitową płytą, a jego podstawę stanowi kamień polny o wadze trzech ton pochodzący z okolic wsi Trześcianka. Pomnik stanowi część ogrodzenia cerkiewnego i kryty jest kopułą z krzyżem, na której znajdują się mozaikowe wizerunki Chrystusa Zbawiciela, Matki Bożej oraz świętych Gabriela Zabłudowskiego i Atanazego Brzeskiego. Autorami tychże wyobrażeń są studenci Białoruskiej Akademii Sztuki pracujący pod kierunkiem prof. Uładzimira Zinkiewicza.
Tablica umieszczona na pomniku zawiera napis w języku polskim: Prawosławnym ofiarom drugiej wojny światowej, męczennikom za wiarę i narodowość w latach 1939–1956. Świętym Ziemi Podlaskiej oraz analogiczną inskrypcję w cerkiewnosłowiańskim. Podstawę monumentu stanowi polny kamień, na którym wymieniono niektóre miejscowości, w których w latach 1939–1956 ginęli prawosławni: Końcowiznę, Popówkę, Potokę, Rajsk, Sypnie, Szpaki, Wólkę Wygonowską, Zanie, Zaleszany.